# Марвін (Південна Дакота)
Марвін (англ. Marvin) — місто (англ. town) в США, в окрузі Ґрант штату Південна Дакота. Населення — 19 осіб (2020).

## Географія
Марвін розташований за координатами 45°15′38″ пн. ш. 96°54′55″ зх. д. / 45.26056° пн. ш. 96.91528° зх. д. (45.260507, -96.915387).  За даними Бюро перепису населення США в 2010 році місто мало площу 1,42 км², уся площа — суходіл.

## Демографія
Згідно з переписом 2010 року, у місті мешкали 34 особи в 15 домогосподарствах у складі 10 родин. Густота населення становила 24 особи/км².  Було 21 помешкання (15/км²).
Расовий склад населення:
| - 85,3 % — білих - 5,9 % — корінних американців |

До двох чи більше рас належало 8,8 %. Частка іспаномовних становила 0,0 % від усіх жителів.
За віковим діапазоном населення розподілялося таким чином: 14,7 % — особи молодші 18 років, 67,7 % — особи у віці 18—64 років, 17,6 % — особи у віці 65 років та старші. Медіана віку мешканця становила 47,5 року. На 100 осіб жіночої статі у місті припадало 112,5 чоловіків;  на 100 жінок у віці від 18 років та старших — 141,7 чоловіків також старших 18 років.
Середній дохід на одне домашнє господарство  становив 33 954 долари США (медіана — 31 607), а середній дохід на одну сім'ю — 35 020 доларів (медіана — 31 786). 
Цивільне працевлаштоване населення становило 18 осіб. Основні галузі зайнятості: транспорт — 33,3 %, будівництво — 33,3 %, освіта, охорона здоров'я та соціальна допомога — 16,7 %, сільське господарство, лісництво, риболовля — 5,6 %.